# YouNotUs
YouNotUs ist ein DJ- und Produzentenduo aus Berlin, bestehend aus Tobias Philippsen (geb. Bogdon) und Gregor Sahm. Ihre Lieder Supergirl, Please Tell Rosie und Narcotic erhielten vielfach Auszeichnungen. Als DJs spielt Philippsen regelmäßig europaweit auf Dance-Festivals wie Tomorrowland, Parookaville und Airbeat One.

## Karriere

### 2013–2015: Anfänge und Durchbruch mitSupergirl
Philippsen und Sahm lernten sich beim Studium an der Hochschule der populären Künste in Berlin kennen. Zunächst waren beide als Solokünstler aktiv, bevor sie 2014 das Projekt Younotus gründeten. Durch den Free-Track Mondscheinbaden, der auf SoundCloud 10.000 Aufrufe erreichte, wurde der belgische DJ Stereo Express auf sie aufmerksam. Die Debüt-Single Sundaze erschien noch im selben Jahr über dessen Plattenlabel Love Madders. 2015 folgten die Lieder Two Dollar Fantasies, Touch My Heart und Diggin It Out, wodurch sie erste Beachtung in Genre-Kreisen erlangten. Die Veröffentlichungen erfolgten über das Plattenlabel Kallias.
Ihren Durchbruch feierten Younotus 2015 mit dem Lied Supergirl. Dabei handelt es sich um ein Deep House Cover des gleichnamigen Liedes der Band Reamonn, welches zusammen mit Anna Naklab und Alle Farben entstand. Dieses Lied wurde ein Nummer-eins-Hit in Österreich und erreichte in den deutschen Charts den zweiten Platz, wo es eine Platin Auszeichnung erhielt, sowie weitere Gold-Auszeichnungen in Österreich und der Schweiz. Insgesamt konnte Supergirl in 16 Ländern die Charts erreichen und weist auf YouTube und Spotify jeweils über 100 Mio. Aufrufe auf. Auch in den USA erlangte das Duo durch Supergirl Bekanntheit. Während Benjamin Weber von 1Live die Version als „modernen Dance-Track“ bezeichnete, hob das Fachmagazin Dance-Charts die Eignung des Originals für eine Deep House Nummer sowie das Musikvideo hervor. Parallel nahm Younotus mit Anna Naklab das Lied Hush auf.

### 2016–2018: Weitere Zusammenarbeit mit Alle Farben
Im Frühjahr 2016 veröffentlichten sie eine zweite Kollaboration mit Alle Farben als zweite Single-Auskopplung von dessen Album Music Is My Best Friend. Diese trug den Titel Please Tell Rosie und rückte in Deutschland und Österreich bis unter die Top-3. Erneut konnten sie hier eine Platin Auszeichnung in Deutschland und eine Gold Auszeichnung in Österreich verzeichnen. Der Titel wurde außerdem in der Kategorie „Beste Single“ für die 1LIVE Krone 2016 nominiert. In der Schweiz erreichte das Lied Platz 70. Mehrere Magazine sahen in dem Lied einen Kandidaten für den „Sommerhit“ des Jahres, was die GfK bestätigte. Das Webportal laut.de bescheinigte Younotus, dem Werk einen „melancholischen Touch“ verliehen zu haben. Das Lied weist ebenfalls über 100 Mio. Aufrufe auf Spotify auf. Mit Do the Body und Ravi Shankar erfolgten zwei weitere Zusammenarbeiten mit Alle Farben. Mit No Ordinary waren Younotus an einem weiteren Lied des Albums als Produzent beteiligt.
2017 veröffentlichten Younotus die Single Lessons, die in Zusammenarbeit mit Moguai und dem Sänger Nico Santos entstand. Es diente in diesem Jahr als offizielle Festivalhymne für Parookaville, welche in einer eigenen Zeremonie aufgeführt wurde und erhielt Remixe von Zonderling und Frdy. Auf dem Festival haben Younotus seit 2016 regelmäßig Auftritte.
Im Jahr 2018 setzten sie ihre Kooperation mit Alle Farben fort und erzielten mit ihrem Lied Only Thing We Know zusammen mit Sänger Kelvin Jones weitere Gold- und Platin-Auszeichnungen. Die Single wurde in der Kategorie „Beste Single“ für die 1LIVE Krone nominiert. Im selben Jahr konnten Younotus gemeinsam mit dem niederländischen Produzenten Deepend und dem Kanadier Martin Gallop eine weitere goldene Schallplatte für ihr Lied Woke Up In Bangkok verzeichnen.

### 2019–2024:Narcoticund weitere Kollaborationen

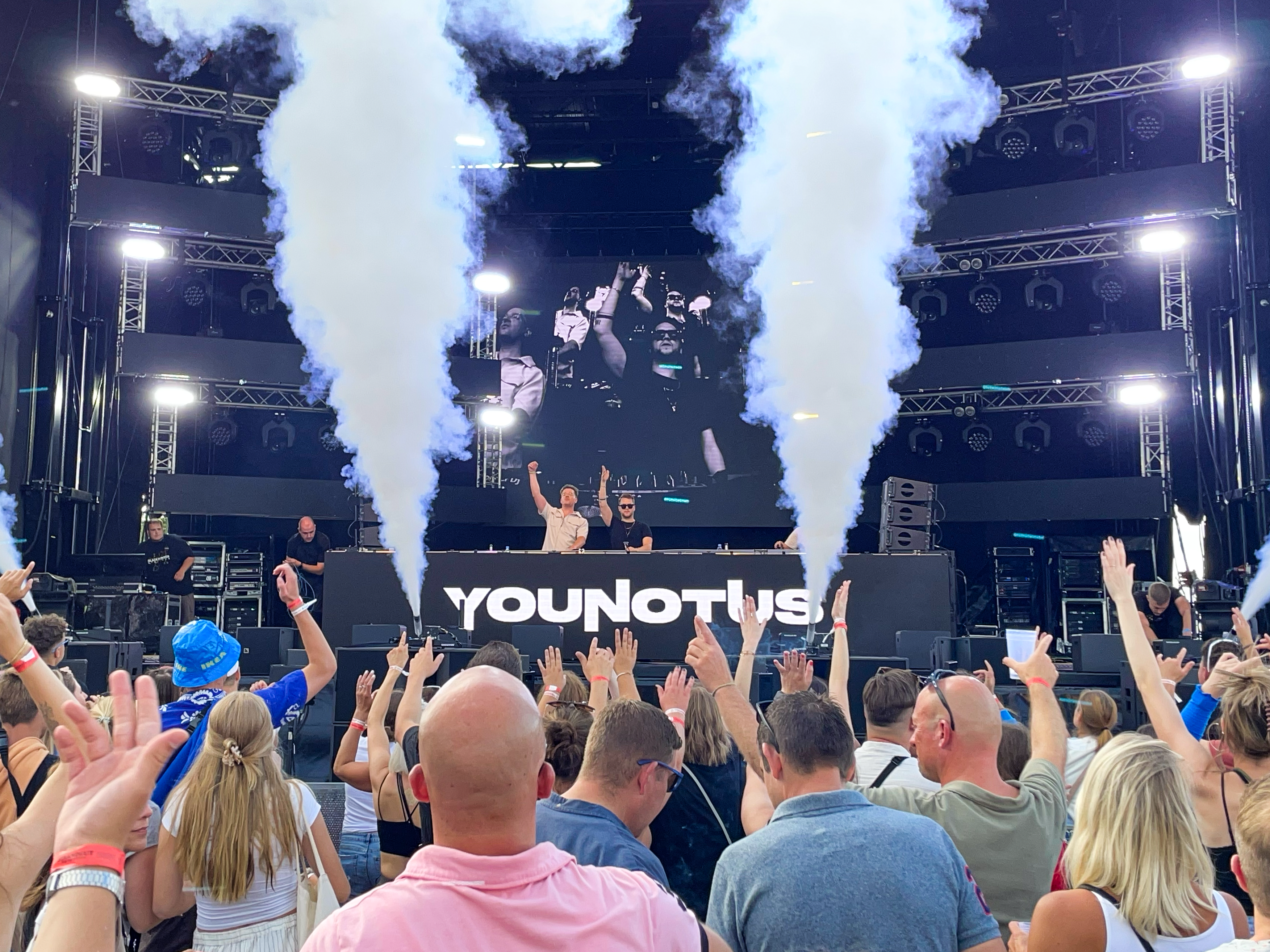
Younotus beim Strandgut Festival 2023

Im April 2019 veröffentlichte Younotus in Zusammenarbeit mit dem niederländischen Singer und Songwriter Janieck und Senex von der Band Liquido ein Remake von dessen Hit Narcotic aus dem Jahr 1998. Das Lied erreichte in mehreren europäischen Ländern hohe Chart-Positionen und wurde fünffach mit Gold ausgezeichnet. Bei dem Rework handelt es sich um einen „Dance-Pop Track mit Tropical Vibes“ und weist über 132 Mio. Aufrufe auf Spotify auf. Diese Version wurde von Dimitri Vegas und Ummet Ozcan geremixt und in ihren DJ-Sets auf der Mainstage von u. a. Tomorrowland, Untold, Creamfields und Airbeat One verwendet. Younotus selbst veröffentlichten einen Club Mix, welchen sie in ihren Auftritten bei Ruhr In Love, Sputnik Springbreak und der Nature One spielten. Ein weiterer Remix von Younotus zu Schwarz – Get Up diente als Titelsong für die Dokumentation Inside Borussia Dortmund. Ebenfalls 2019 folgte eine Nominierung zur 1LIVE Krone in der Kategorie „Bester Dance Act“. Am 31. Dezember 2019 trat das Duo bei der Silvesterparty am Brandenburger Tor auf.
Anfang 2020 setzten Younotus mit Your Favorite Song, einer Kollaboarion mit Julian Perretta, ihre Veröffentlichungen im Dance-Pop-Stil fort. Es folgten weitere Kollaborationen mit Aka Aka und Amber Van Day, die jeweils über 30 Mio. Aufrufe erreichten sowie erneut ein Lied mit Deepend, das durch Faulhaber Einflüsse von brasilianischem Bass erhielt. 2022 produzierten Younotus ein Remake zu Samba de Janeiro, welcher u. a. von den Radiostationen 1Live und WDR als Sommerhit bezeichnet wurde. Es wurde für die 1Live Krone in der Kategorie Bester Dance Song nominiert. Ende des Jahres traten Younotus erneut auf der Silvesterparty am Brandenburger Tor auf. Auch an dem deutschen Beitrag zum Eurovision Songcontest 2023 waren Younotus mit einem Remix zu Malik Harris – Rockstars beteiligt. Außerdem entstand ein gemeinsames Lied mit Toby Romeo.
2023 stehen Younotus beim Tomorrowland für die Co-Mainstage auf dem Line-Up.

### Seit 2025: Umstrukturierungen
Nachdem Philippsen bspw. beim Summer Break Festival 2024 im mittelhessischen Gießen bereits alleine auf der Bühne performte, kündigte das Duo 2025 an, dass Sahm in den Hintergrund rücken und Philippsen als Gesicht des Projekts vertreten wird. Zukünftig wird Sahm ausschließlich auf die Musikproduktion im Studio von YouNotUs konzentrieren. Die gemeinsame Radioshow, die Tour und weitere Auftritte übernimmt Philippsen daher allein.

## Diskografie

### EPs
- 2015: Pretty Small (mit Alle Farben)

### Singles
- 2014: Sundaze
- 2015: Two Dollar Fantasies
- 2015: Touch My Heart
- 2015: Diggin It Out (mit Freiboitar)
- 2015: Supergirl (Anna Naklab feat. Alle Farben & Younotus)
- 2015: Leuchtturm (mit Kaind)
- 2015: Know Ya (mit Freiboitar)
- 2015: Pandora
- 2015: Hush (feat. Anna Naklab)
- 2015: Do the Body (mit Alle Farben)
- 2015: Ravi Shankar (mit Alle Farben)
- 2016: Please Tell Rosie (Alle Farben feat. Younotus)
- 2016: Good to Me (feat. Polina)
- 2016: Enjoy the Silence (Jayddyn Mix) (mit Fahrenhaidt)
- 2016: Auf und Ab (Philipp Leon feat. Younotus)
- 2016: Jump On It
- 2016: One Night (mit Freiboitar)
- 2016: Last Anthem (mit KlangTherapeuten)
- 2016: Floating (feat. Fynn)
- 2016: Blow My Mind (feat. Max Joni)
- 2017: Serenity (feat. Stefany June & Verbund West)
- 2017: Lessons (mit Moguai & Nico Santos)
- 2017: When I Think About You (feat. Chris Gelbuda)
- 2018: Letting Go (feat. Alexander Tidebrink)
- 2018: Woke Up in Bangkok (mit Deepend & Martin Gallop)
- 2018: Only Thing We Know (mit Alle Farben & Kelvin Jones)
- 2018: Nacho (mit Lahos)
- 2018: Mama sitar (mit AKA AKA)
- 2018: Who We Are (mit Graham Candy & Gwylo)
- 2019: Narcotic (mit Janieck & Senex)
- 2019: Seventeen (mit Kelvin Jones)
- 2020: Your Favourite Song (mit Julian Perretta)
- 2020: Like a Punk (mit AKA AKA)
- 2020: Papa (mit Amber Van Day; #20 der Single-Trend-Charts am 30. Oktober 2020,[38] AT: Gold)
- 2020: My Heart (mit Deepend und Faulhaber)
- 2020: Say Hello (mit Keanu Silva und Sam Gray)
- 2020: Juicy Sushi
- 2021: Smile (mit Deepend und Rhodes)
- 2021: Chucks (mit Mi Casa)
- 2021: Upside Down (mit MBP)
- 2021: Bye Bye Bye (mit Michael Schulte; #17 der deutschen Single-Trend-Charts am 20. August 2021[39])
- 2021: Elevator (mit Lizot)
- 2021: Club 27 (mit Fourty; #9 der deutschen Single-Trend-Charts am 3. September 2021[40])
- 2021: Love Makes You Shine (mit Rea Garvey und Kush Kush)
- 2021: All My Life (mit Nea)
- 2022: I Swear
- 2022: Vroom Vroom (mit Plastik Funk)
- 2022: Darkroom (YouNotUs x Ilkay Sencan feat. Marmy)
- 2022: Samba (feat. Louis III)
- 2022: Famous for a Day (mit LA Vision)
- 2022: Make a Living (YouNotUs x Plastik Funk)
- 2022: Horny – YouNotUs Club Version (mit Mousse T., Agent Zed)
- 2022: Enchanté (feat. Malik Harris & Minelli)
- 2022: Somebody New (feat. Jordan Shaw)
- 2023: What It Feels Like (mit Toby Romeo; #11 der deutschen Single-Trend-Charts am 14. Juli 2023[41], AT: Gold)
- 2023: Treat Myself (mit Mat.Joe)
- 2023: Coming Home (mit Shift K3Y, feat. Norma Jean Martine)
- 2023: Come To Me (YouNotUs x ÄTNA)
- 2023: Empire (YouNotUs x Kelvyn Colt)
- 2025: Beautiful Odyssey (mit Cascada)

### Remixe
- 2018: Alle Farben feat. Graham Candy – She Moves (Far Away)
- 2019: filous feat. klei – Bicycle
- 2019: SCHWARZ – Get Up
- 2019: James Blunt – Cold
- 2020: AJR – Bang!
- 2022: Malik Harris – Rockstars
- 2023: Marcus & Martinus – Air

## Auszeichnungen für Musikverkäufe
| Goldene Schallplatte - Frankreich - 2020: für die Single Narcotic - Polen - 2022: für die Single Please Tell Rosie - 2023: für die Single Samba - 2023: für die Single Bye Bye Bye - 2024: für die Single Narcotic (Dimitri Vegas vs Ummet Ozcan Remix) - 2024: für die Single Only Thing We Know - Spanien - 2016: für die Single Supergirl | Platin-Schallplatte - Ungarn - 2024: für die Single Only Thing We Know Diamantene Schallplatte - Polen - 2016: für die Single Supergirl |

Anmerkung: Auszeichnungen in Ländern aus den Charttabellen bzw. Chartboxen sind in ebendiesen zu finden.
| Land/RegionAuszeichnungen für Musikverkäufe (Land/Region, Auszeichnungen, Verkäufe, Quellen) | Gold       | Platin     | Diamant  | Verkäufe  | Quellen             |
| -------------------------------------------------------------------------------------------- | ---------- | ---------- | -------- | --------- | ------------------- |
| Deutschland (BVMI)                                                                           | 4× Gold4   | 3× Platin3 | —        | 1.400.000 | musikindustrie.de   |
| Frankreich (SNEP)                                                                            | Gold1      | —          | —        | 100.000   | snepmusique.com     |
| Österreich (IFPI)                                                                            | 6× Gold6   | —          | —        | 90.000    | ifpi.at             |
| Polen (ZPAV)                                                                                 | 5× Gold5   | 2× Platin2 | Diamant1 | 225.000   | olis.pl             |
| Schweiz (IFPI)                                                                               | Gold1      | Platin1    | —        | 30.000    | hitparade.ch CH2    |
| Spanien (Promusicae)                                                                         | Gold1      | —          | —        | 20.000    | elportaldemusica.es |
| Ungarn (MAHASZ)                                                                              | —          | Platin1    | —        | 4.000     | slagerlistak.hu     |
| Insgesamt                                                                                    | 18× Gold18 | 7× Platin7 | Diamant1 |           |                     |

## Belege
1. ↑  Hitvorhersage: Anna Naklab feat. Alle Farben & Younotus. tonspion.de, 26. Mai 2015, abgerufen am 19. Juli 2015.
2. ↑  Manuel Osswald: YouNotUs & Mi Casa - Chucks. Abgerufen am 10. Juli 2023 (deutsch).
3. ↑  Nachtleben Berlin: Younotus & Friends. In: Resident Advisor. Resident Advisor Ltd., 5. Mai 2015, abgerufen am 7. Juli 2023.
4. ↑  YOUNOTUS - Steckbrief, Songs & Konzerte - RadioMonster.FM. Abgerufen am 10. Juli 2023 (deutsch).
5. ↑  Aus dem Studium in die Charts – und zum -Festival in Borken. Abgerufen am 25. Juni 2023.
6. ↑  Anna Naklab feat. Alle Farben & Younotus - "Supergirl". einslive.de, Westdeutscher Rundfunk, archiviert vom Original (nicht mehr online verfügbar) am 25. Mai 2015; abgerufen am 9. Juni 2015.
7. ↑  Neues Live-Programm: „YouNotUs“ spielen am Freitag beim Weltcup. 11. Januar 2020, abgerufen am 25. Juni 2023.
8. ↑  Austin Evenson: Good Morning Mix: YOUNOTUS' Supergirl Mix. 2. Februar 2016, abgerufen am 10. Juli 2023 (amerikanisches Englisch).
9. ↑  Neu für den Sektor - 1LIVE. 25. Mai 2015, archiviert vom Original (nicht mehr online verfügbar) am 25. Mai 2015; abgerufen am 25. Juni 2023.  Info: Der Archivlink wurde automatisch eingesetzt und noch nicht geprüft. Bitte prüfe Original- und Archivlink gemäß Anleitung und entferne dann diesen Hinweis.
10. ↑  Patrick Butz: Anna Naklab feat. Alle Farben & YOUNOTUS - Supergirl [Official Video]. Abgerufen am 25. Juni 2023 (deutsch).
11. ↑  Alle Farben mit Edelmetall überschüttet. Abgerufen am 28. Januar 2021.
12. ↑  Henry Einck: Musikvideo: Alle Farben feat. YOUNOTUS - Please Tell Rosie. Abgerufen am 2. Juli 2023 (deutsch).
13. ↑  Exklusiv Interview: Alle Farben plaudert über DAS Sommer-Album "Music Is My Best Friend". 3. Dezember 2020, abgerufen am 2. Juli 2023.
14. ↑  Sommerhits: „Don't Be So Shy“ ist der heißeste Song des Sommers. Abgerufen am 2. Juli 2023.
15. ↑  Alle Farben: Neues Video zu "Please Tell Rosie" – laut.de – News. Abgerufen am 2. Juli 2023.
16. ↑  Tresorfabrik Tonstudio Duisburg – Younotus für Alle Farben im Studio. Abgerufen am 2. Juli 2023.
17. ↑  Andry Bosk: MOGUAI Releases Parookaville Festival's 2017 Anthem "Lessons" [Listen Here]. 1. Juli 2017, abgerufen am 2. Juli 2023 (amerikanisches Englisch).
18. ↑  Rachel Vensand: Welcome to Parookaville, Germany's largest dance music paradise. 18. Juli 2017, abgerufen am 10. Juli 2023 (amerikanisches Englisch).
19. ↑  “Lessons” Remix EP: Moguai, Younotus & Nico Santos präsentieren neue Remixe. Abgerufen am 2. Juli 2023.
20. ↑  Parookaville Line-Up 2023–2015 | Festival Viewer. Abgerufen am 2. Juli 2023.
21. ↑  Sony Music Schweiz ehrt Alle Farben und YouNotUs. Abgerufen am 28. Januar 2021.
22. ↑  Sony Music Schweiz ehrt Alle Farben und YouNotUs. Abgerufen am 28. Januar 2021.
23. ↑  Jannik Pesenacker: YouNotUs, Janieck & Senex - Narcotic. Abgerufen am 2. Juli 2023 (deutsch).
24. ↑  1001Tracklists: YOUNOTUS & Janieck & SENEX - Narcotic (Dimitri Vegas & Like Mike vs. Ummet Ozcan Remix) [B1]. In: 1001Tracklists. (1001tracklists.com [abgerufen am 2. Juli 2023]).
25. ↑  1001Tracklists: YOUNOTUS & Janieck & SENEX - Narcotic (YOUNOTUS Club Mix) [B1]. In: 1001Tracklists. (1001tracklists.com [abgerufen am 2. Juli 2023]).
26. ↑  Sonja / bleistiftrocker.de: Das ist der Titelsong der Serie "Inside Borussia Dortmund". In: bleistiftrocker.de. 4. Oktober 2019, abgerufen am 2. Juli 2023 (deutsch).
27. ↑  https://brandenburger-tor-berlin.de/speaker/younotus/
28. ↑  Manuel Probst: YouNotUs feat. Julian Perretta - Your Favourite Song. Abgerufen am 10. Juli 2023 (deutsch).
29. ↑  Leon Krusch: Deepend & YouNotUs feat. FAULHABER - My Heart (NaNaNa). Abgerufen am 10. Juli 2023 (deutsch).
30. ↑  YouNotUs feat. Louis III - "Samba". 5. August 2022, abgerufen am 10. Juli 2023.
31. ↑  YouNotUs feat. Louis III - Samba. 1. August 2022, abgerufen am 10. Juli 2023.
32. ↑  Antenne Münster: YouNotUs feat. Louis III - Samba. Abgerufen am 10. Juli 2023.
33. ↑  DJ MAG Germany: Felix Jaehn, YouNotUs und mehr: Das sind die Nominierten für die 1LIVE Krone 2022. Abgerufen am 10. Juli 2023.
34. ↑  Willkommen 2023 - die Silvesterparty am Brandenburger Tor. Abgerufen am 11. Juli 2023.
35. ↑  DJ MAG Germany: Mega Announcement: YouNotUs treten beim Tomorrowland 2023 auf. Abgerufen am 10. Juli 2023.
36. ↑  sunshine live: YouNotUs anymore – Mitbegründer tritt aus der Öffentlichkeit. Abgerufen am 15. Juli 2025.
37. ↑  Chartquellen: DE AT CH
38. ↑  Offizielle Single Trending Charts. In: mtv.de. GfK Entertainment, 30. Oktober 2020, abgerufen am 30. Oktober 2020.
39. ↑  Offizielle Single Trending Charts. In: mtv.de. GfK Entertainment, 20. August 2021, abgerufen am 21. August 2021.
40. ↑  Offizielle Single Trending Charts. In: mtv.de. GfK Entertainment, 3. September 2021, abgerufen am 3. September 2021.
41. ↑  Single Trending Charts. In: mtv.de. GfK Entertainment, 14. Juli 2023, abgerufen am 14. Juli 2023.